# معاليه هيفير
معاليه هيفير (بالعبرية: מעלה חבר) مستوطنة مجتمعية إسرائيلية، أقيمت عام 1982 جنوب شرق محافظة الخليل جنوب الضفة الغربية، وتقع إداريًا ضمن اختصاص مجلس جنوب جبل الخليل الإقليمي. في عام 2018 كان عدد سكانها 586 مستوطنًا.

## الجانب القانوني
يعتبر المجتمع الدولي المستوطنات الإسرائيلية في الضفة الغربية غير قانونية بموجب القانون الدولي، لكن الحكومة الإسرائيلية تعارض ذلك.